# Газовый баллон
Га́зовый балло́н — сосуд под избыточным внутренним давлением для хранения сжатых, сжиженных (превращающихся в жидкость при повышенном давлении) и растворенных под давлением газов.
К газам, хранящимся в сжатом виде при нормальной температуре относятся: кислород, воздух, водород, азот, метан, фтор, гелий и другие газы.
Сжиженные газы при повышении давления переходят в жидкое состояние и хранятся в баллонах без охлаждения.               Например: хлор, аммиак, углекислый газ, закись азота, сжиженные углеводородные газы и другие.
Ацетилен при хранении требует особых условий (наличие адсорбента в баллоне).

## Конструкция

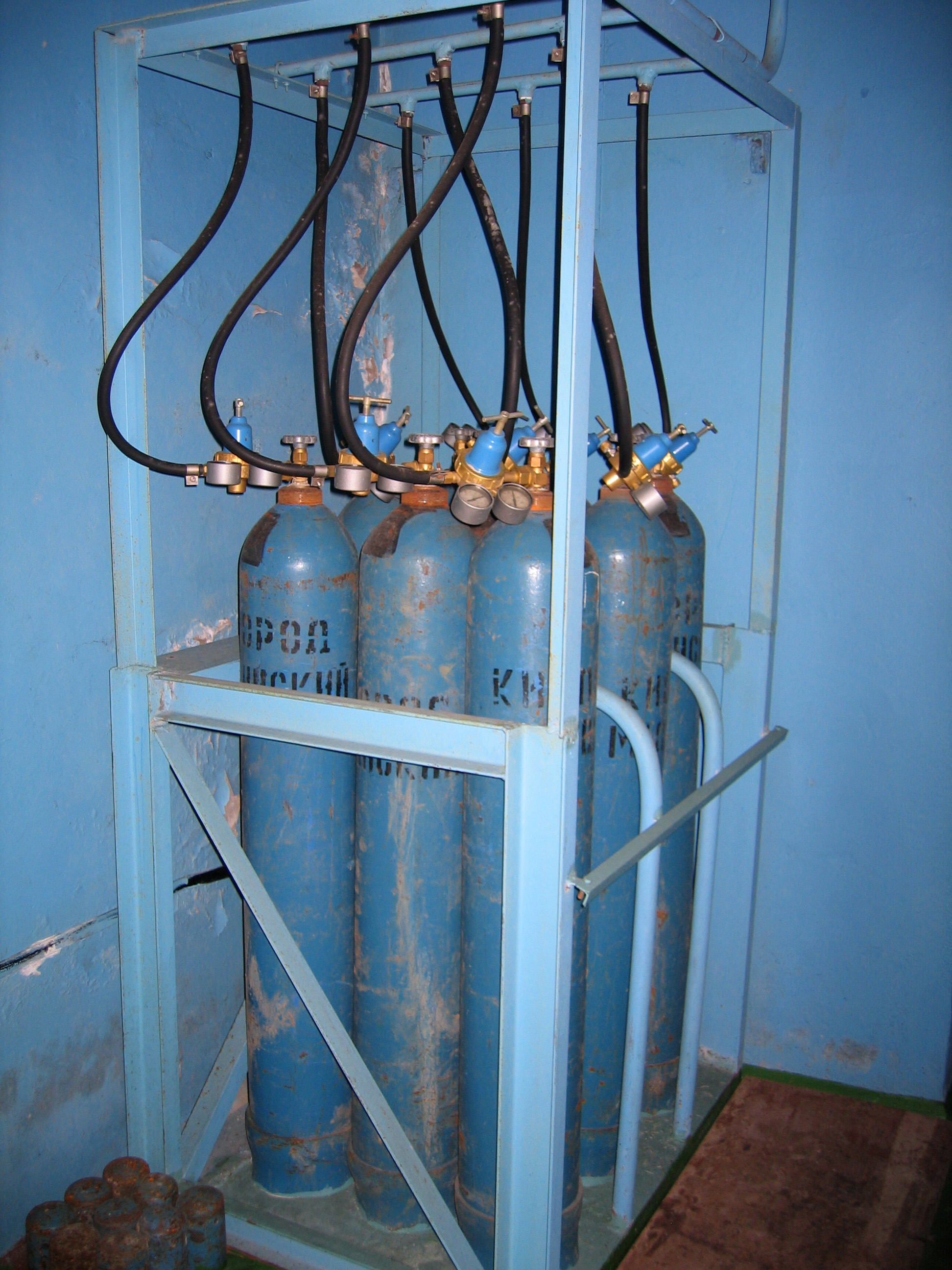
Кислород в баллонах высокого давления.

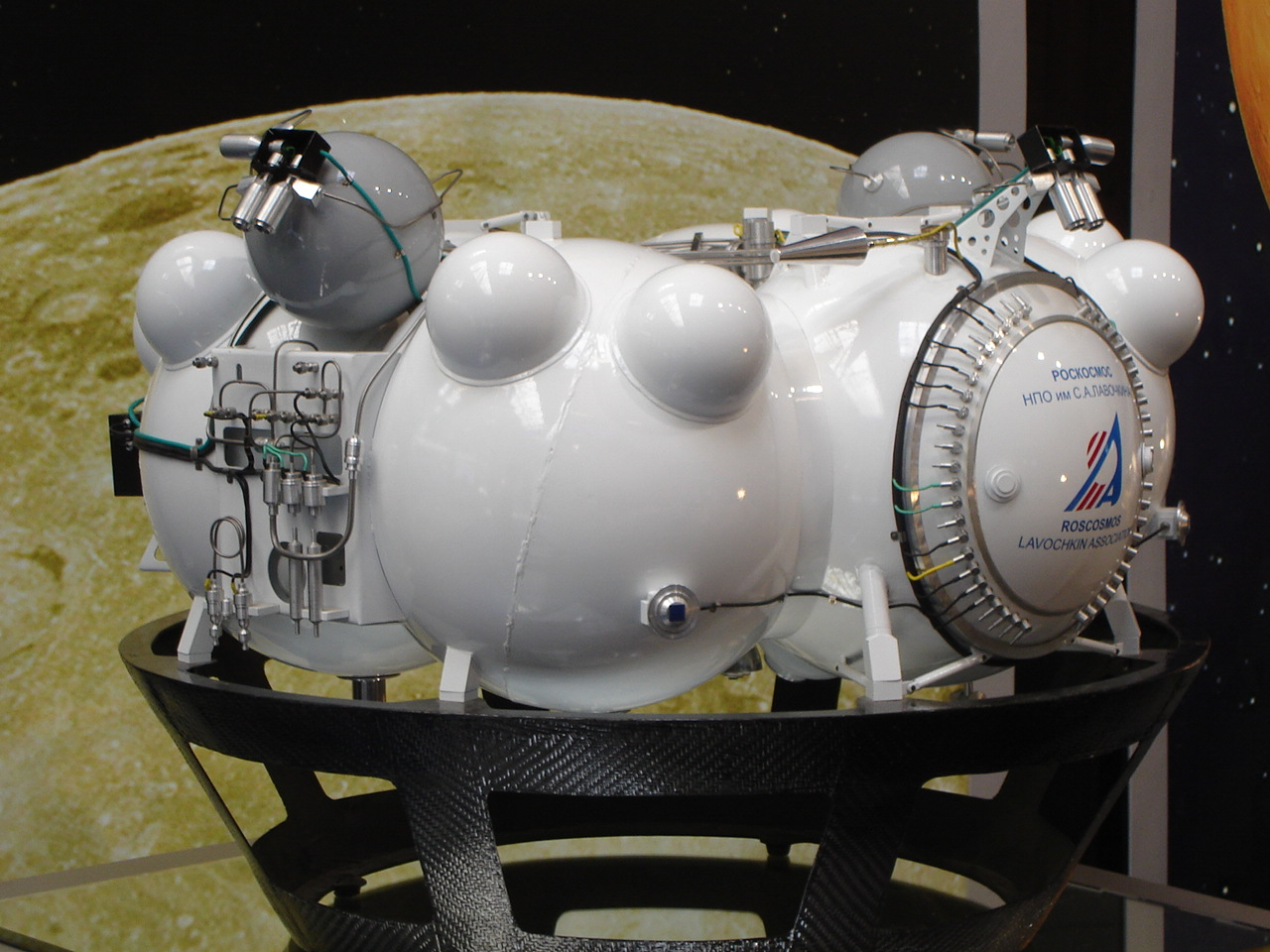
Разгонный блок «Фрегат», малые сферы — баллоны высокого давления

Сварные газовые баллоны состоят из обечайки, днищ и горловины, бесшовные стальные баллоны состоят из цилиндрической части, днищ и горловины. К горловине баллонов крепятся различные устройства — фланцы, штуцеры, вентили. Толщина стенок определяется стандартом на изготовление. Для изготовления стальных бесшовных баллонов обычно используются бесшовные стальные трубы.
Основные межгосударственные стандарты для изготовления баллонов для промышленных (технических) газов  —  ГОСТ 949-2023, ГОСТ 9731-79, ГОСТ 12247-80, сварных баллонов для сжиженных углеводородных газов используемых в том числе в быту —  ГОСТ 15860-84.                                        Для стальных бесшовных баллонов используются стали марок 34CrMo4, 45, 30ХГСА.
Стандарты для изготовления автомобильных газовых баллонов — ГОСТ 33986-2016, ГОСТ ISO 11439-2014, ГОСТ Р 55891-2013.  
Кроме цилиндрических, могут применяться баллоны сферической формы.
Для хранения, например, сжиженных углеводородных газов также используются баллоны тороидальной формы или композитные баллоны.

## Применение
Газовые баллоны используются как в бытовых, так и в промышленных целях. Они необходимы для удобной транспортировки, хранения и применения различных газов.

## Окраска и маркировка
На территории стран таможенного союза — ТР ТС 032. Международный стандарт на маркировку газовых баллонов способом ударного клеймения — ИСО 13769.

## Безопасность
Газовые баллоны должны проходить обязательную процедуру технического освидетельствования через заданный для конкретной конструкции и условий эксплуатации промежуток времени. Результаты проведения технического освидетельствования заносятся способом ударного клеймения в паспорт: на сварных баллонах — на металлическую пластинку, закреплённую около горловины, на бесшовных баллонах на днище со стороны горловины. В паспорте указаны сведения о баллоне — масса, вместимость, дата изготовления и д.р. К эксплуатации допускаются только полностью исправные и прошедшие процедуру технического освидетельствования газовые баллоны. 
Требования по эксплуатации, хранению, транспортировке указаны в Федеральных Нормах и Правилах в области промышленной безопасности № 536 от 15.12.2020.
Срок эксплуатации, согласно ФНП, не более 20 лет, если не регламентировано Заводом-изготовителем иной срок. 
ТО - проходит 1 раз в 5 лет. При этом специализированная организация указывает не только дату проведения, но и наименование организации.
Для механической защиты баллонов при транспортировании могут использоваться резиновые кольца .
Направление резьбы на вентилях кислородных баллонов и баллонов с горючими газами различается, чтобы исключить присоединение редуктора с остатками горючего газа к кислородному баллону и образования взрывоопасной смеси.
Взрыв газового баллона по силе равен детонации 122-мм артиллерийского снаряда и способен привести к серьёзным повреждениям и летальному исходу. Например, в 2015 году в Индии погибло от взрыва баллона в кафе около 80 человек, было обрушено соседнее здание.

Баллоны для сжиженного газа
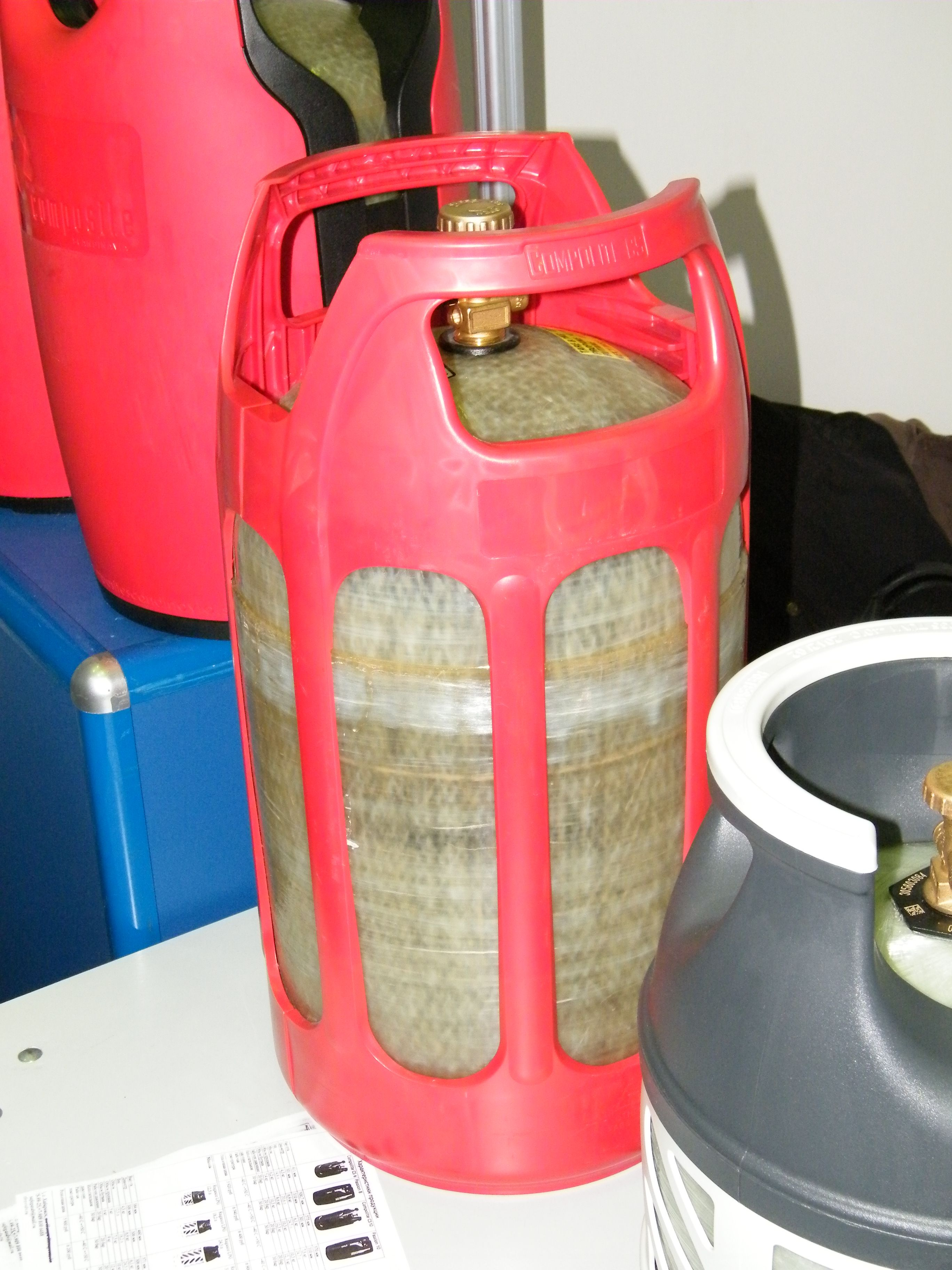
Стеклопластиковый баллон для сжиженных углеводородных газов
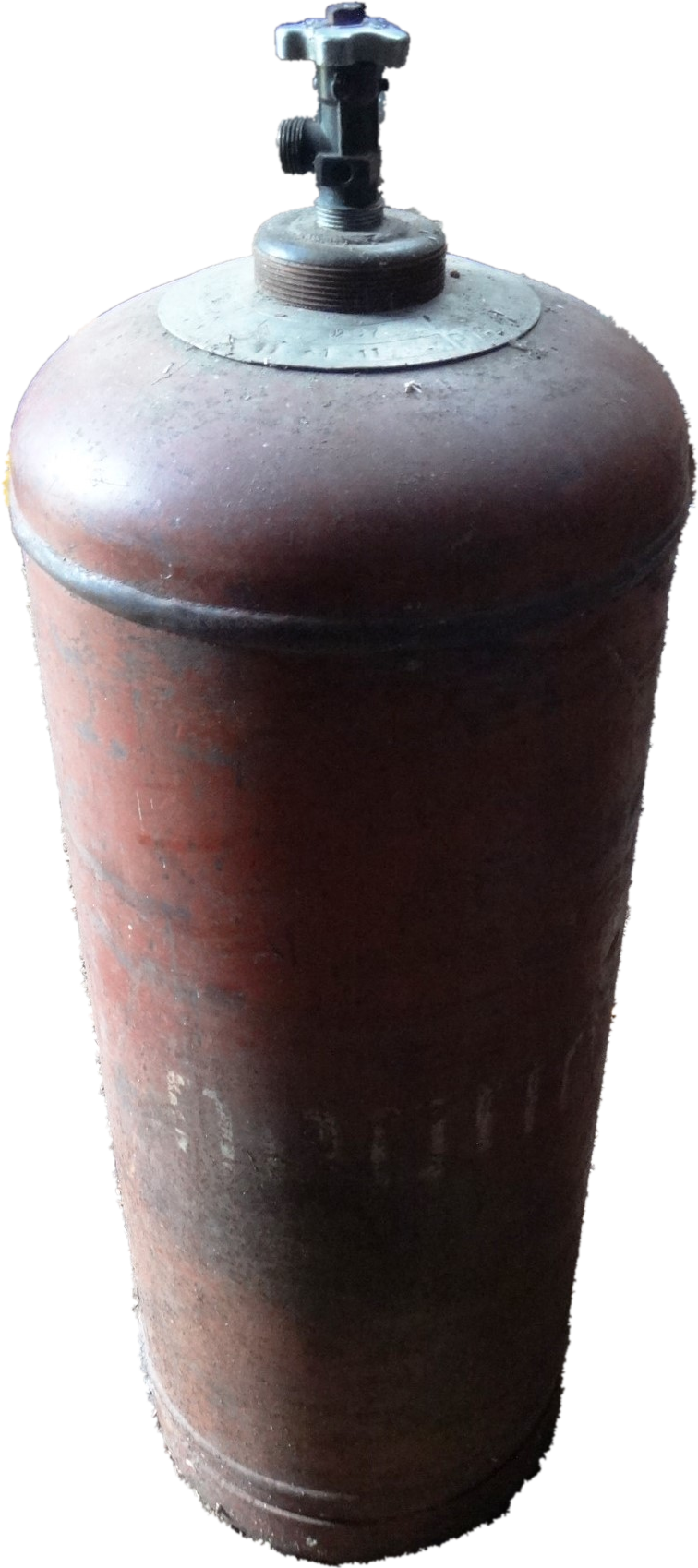
Классический стальной газовый баллон на 50 литров
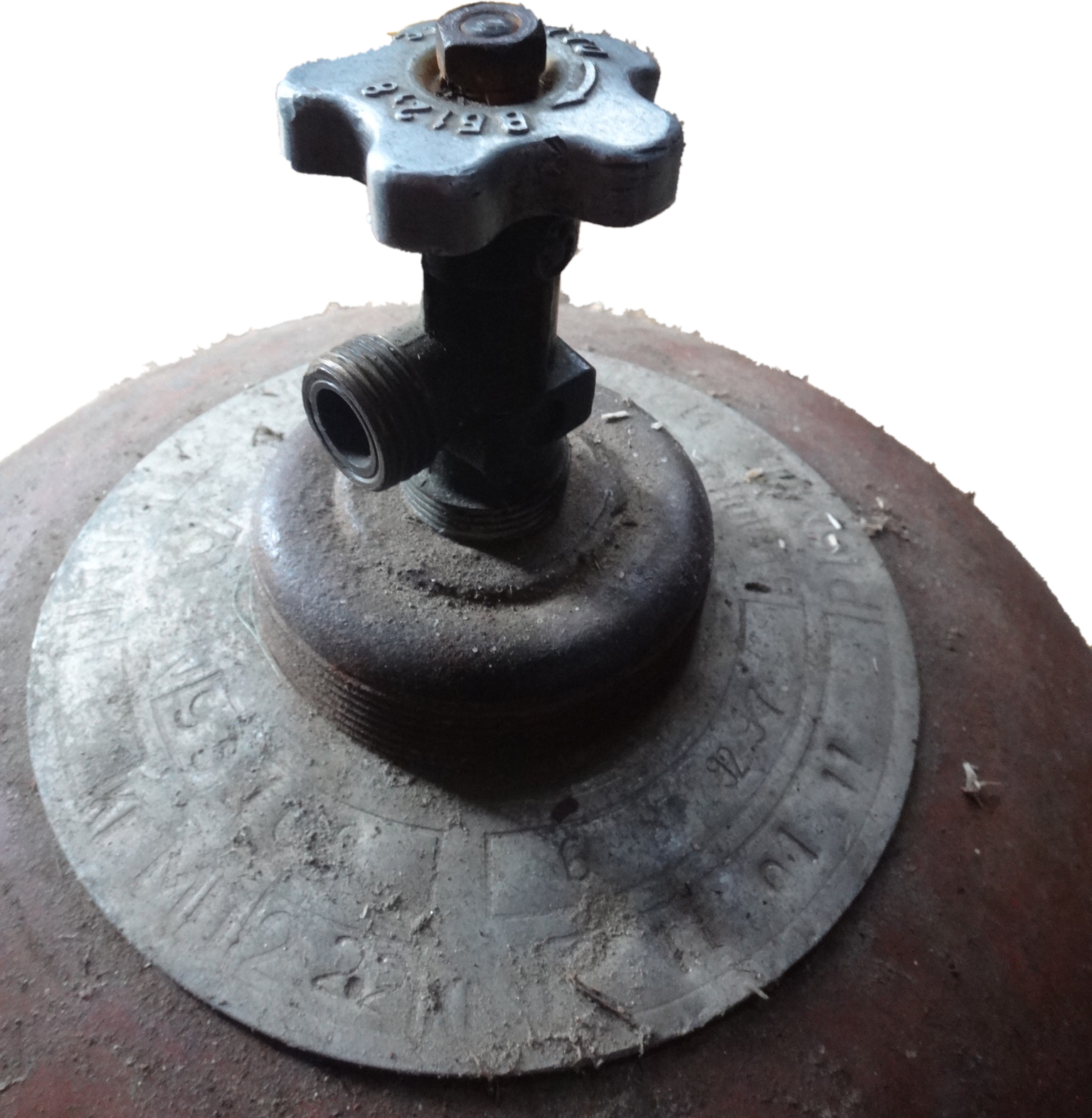
Вентиль баллонный ВБ-12,8 на газовом баллоне. Стрелка на маховике показывает направление вращения для закрытия
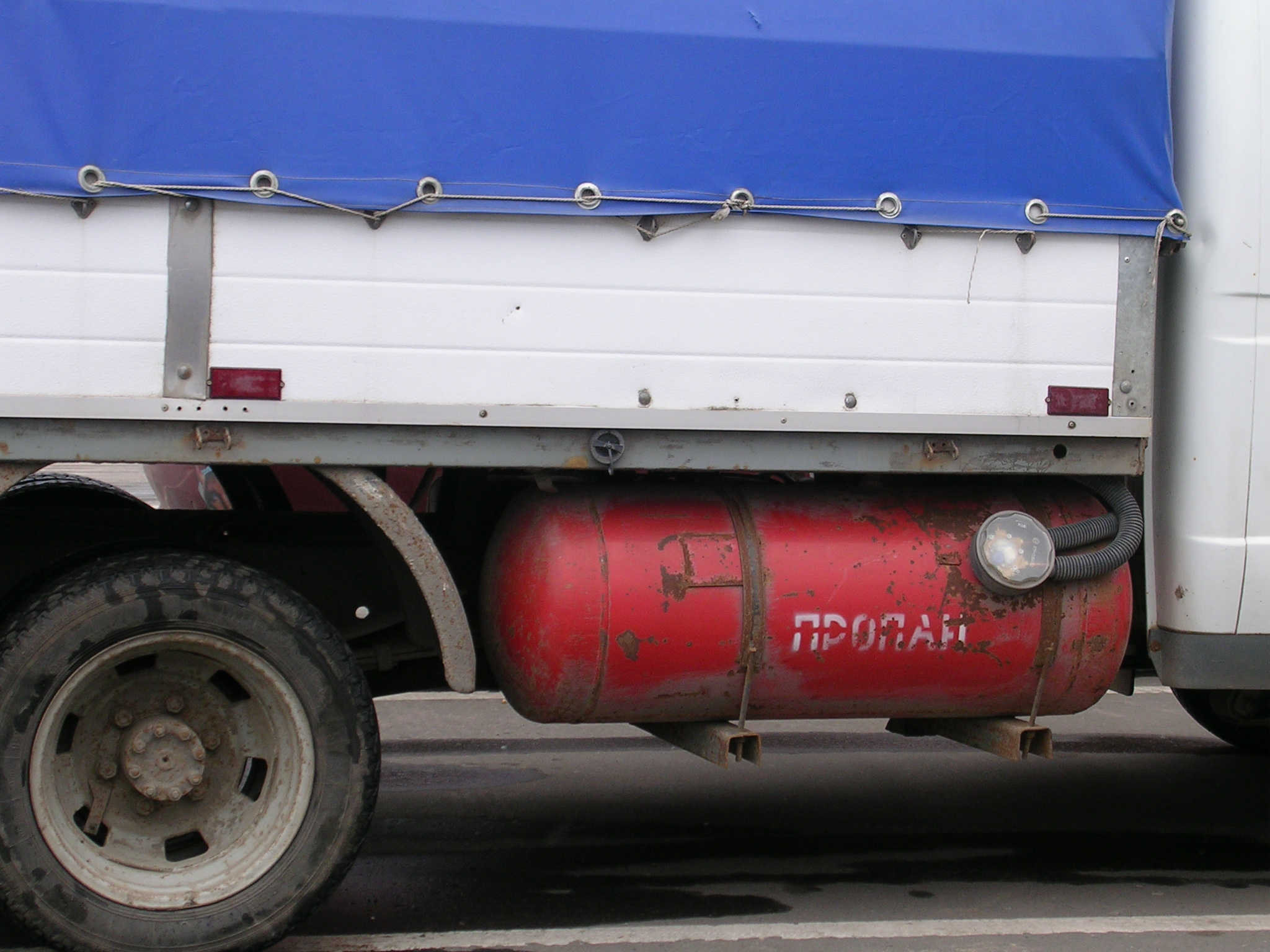
Баллон со сжиженной пропан-бутановой смесью на газифицированном автомобиле